# عمر كوليي
عمر كوليي (بالإنجليزية: Omar Colley)‏ (24 أكتوبر 1992 ببانجول في غامبيا - ) هو لاعب كرة قدم غامبي في مركز الدفاع. شارك مع منتخب غامبيا تحت 17 سنة لكرة القدم ومنتخب غامبيا لكرة القدم. أما مع النوادي، فقد لعب مع كووبيون بالوسيورا ونادي يورغوردينس وريال دي بانجول ‏ ونادي واليدان.

## روابط خارجية
- عمر كوليي على موقع الاتحاد الأوربي (الإنجليزية)
- عمر كوليي على موقع اتحاد السويد (السويدية)
- عمر كوليي على موقع اتحاد تركيا (لاعب) (الإنجليزية)
- عمر كوليي على موقع قاعدة بيانات كرة القدم.إي يو (الإنجليزية)
- عمر كوليي على موقع ناشيونال فوتبول تيمز (الإنجليزية)
- عمر كوليي على موقع Soccerway.com (الإنجليزية)
- عمر كوليي على موقع عالم كرة القدم.نت (الإنجليزية)
- عمر كوليي على موقع AS.com (الإسبانية)